# Пипа Петро Васильович
Петро́ Васи́льович Пи́па (нар. 6 липня 1952, с. Андрушівка (Вінницький район), Вінницька область) — український художник. Член Національної спілки художників України (2023)..

## Біографія
Народився 6 липня 1952 року в с. с. Андрушівка Погребищенського району (тепер Погребищенської міської громади Вінницького району Вінницької області. Закінчив Вінницьке ПТУ № 5 (1969) за фахом «Художник-оформлювач», далі — Одеське художнє училище ім. М. В. Грекова (1972). Член Національної спілки майстрів народного мистецтва України (2003), Національної спілки художників України.

Живе у рідному селі.

## Творчість
Працює в галузі декоративно-прикладного мистецтва у техніці-горельєфного різьблення та дряпанки.

За життя вже створив понад 100 картин у горельєфному різьбленні, понад 300 картин живопису, 700 дряпанок та понад 500 портретів. Основні твори: «Козак-характерник», різьба, (2013), «Шевченкіана» до 200-річчя Т. Г. Шевченка (понад 200 різних зображень), шкрябанки, (2014), «Богдан Хмельницький», різьба, (2015), «Небесна сотня», дряпанки, (2014), «Гетьмани України», дряпанки, (2016), «Запорожець», різьба, (2018), «Козак Мамай», різьба, (2019), «Тайна вечеря» (2021), різьба, (2021).

У творчому резюме понад 20 персональних виставок. Від 2006 року є учасником багатьох всеукраїнських і обласних фестивалів та мистецьких свят.

Переможець обласного конкурсу «Людина року» (2014).